# Peter Thonning

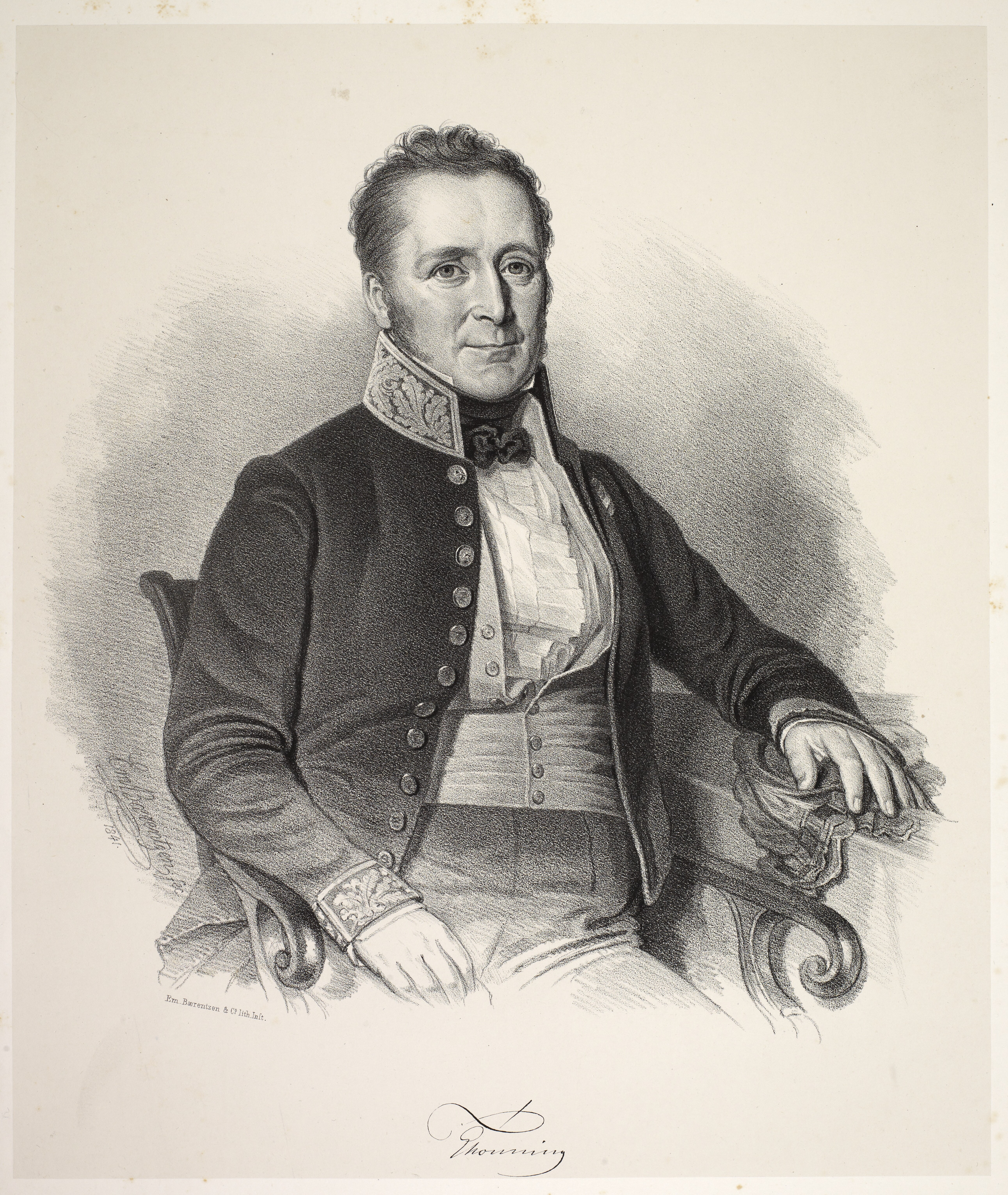
Peter Thonning, etwa 1848

Peter Thonning (* 9. Oktober 1775 in Kopenhagen; † 29. Januar 1848 in Konferentstraad) war ein dänischer Botaniker. Sein offizielles botanisches Autorenkürzel lautet „Thonn.“

## Leben
Nach seinem Medizinstudium ging Thonning 1799 nach Dänisch-Guinea (im heutigen Ghana), um sich dort dem Plantagenbau, sowie Studien natürlicher Ressourcen und Färbepflanzen zu widmen. Er sammelte zahlreiche Belege westafrikanischer Pflanzen, auf deren Basis vor allem die Kopenhagener Professoren Martin Vahl und Heinrich Christian Friedrich Schumacher neue Arten beschrieben.
Als Thonnings private Sammlung während des britischen Bombardements der Stadt Kopenhagen im Jahr 1807 zerstört wurde, wandte er sich von der botanischen Forschung ab und wurde Zollbeamter.

## Dedikationsnamen
Die Pflanzengattung Thonningia Vahl aus der Familie der Balanophoraceae in der Ordnung der Sandelholzartigen (Santalales) und die Arten Connarus thonningii (DC.) G. Schellenb. (Connaraceae), Ficus thonningii Blume (Moraceae), Millettia thonningii (Schumach. & Thonn.) Baker (Fabaceae) und Piliostigma thonningii (Schumach.) Milne-Redh. (Fabaceae) sind nach ihm benannt worden.